# Davayat
Davayat é uma comuna francesa na região administrativa de Auvérnia-Ródano-Alpes, no departamento Puy-de-Dôme. Estende-se por uma área de 2,33 km². Em 2010 a comuna tinha 617 habitantes (densidade: 264,8 hab./km²).